# Yukarıpınarlı, Demirözü
Yukarıpınarlı là một xã thuộc huyện Demirözü, tỉnh Bayburt, Thổ Nhĩ Kỳ. Dân số thời điểm năm 2010 là 89 người.